# Cometa Halley
Cometa Halley este cea mai faimoasă dintre cometele periodice, putând fi văzută aproximativ la fiecare 75–76 de ani.
Cometa a fost numită după astronomul englez Edmond Halley, care aplicând teoria gravitațională a lui Newton și luând în calcul efectele gravitaționale ale lui Jupiter și Saturn a reușit să stabilească data aproximativă a următoarei reîntoarceri a cometei.
Din anul 240 î.Hr. și până în prezent, cometa a fost observată de aproximativ 30 de ori, următoarea sa apariție fiind pe 28 iulie 2061. Chiar dacă ultimele apariții ale cometei au fost dezamăgitoare, datorită poziției sale nefavorabile față de Soare și Terra, rămâne una dintre cele mai active și mai mari comete cunoscute.

## Structura cometei
Misiunile spațiale Giotto și Vega au furnizat informații relevante referitoare la structura și suprafața cometei Halley. Imaginile relevă un nucleu foarte întunecat, de două ori mai lung decât lat (măsoară aproximativ 16×8×8 km), cu jeturi active, țâșnind din mai multe locuri de pe fața încălzită de către Soare.

## Orbita
Halley este aproape unică printre comete, deoarece, cu toate că are dimensiuni mari, este foarte activă și urmează o orbită regulată, bine definită.
Perioada medie a orbitei cometei Halley este de 76 de ani, dar datele apariției sale nu se pot calcula prin adunarea numărului 76 la ultima dată a observării fenomenului. Forța gravitațională a planetelor alterează perioada orbitală de la o revoluție la alta. Efecte non-gravitaționale, precum reacția la explozia gazelor care se încălzesc atunci când corpul ceresc trece pe lângă Soare, joacă de asemenea un rol în modificarea orbitei.
Între anii 239 î.Hr. și 1986, anul ultimei apariții a cometei Halley, perioada orbitală a variat de la 79,3 ani (în anii 451 și 1066) la 76 de ani.
Halley face parte din categoria cometelor scurt periodice. Cometele scurt periodice, în medie, au înclinația față de elipsă de numai zece grade, iar perioada orbitală de doar 6,5 ani, ceea ce face orbita cometei Halley atipică. Acest lucru sugerează că Halley a fost inițial o cometă lung periodică, a cărei orbită a fost perturbată de forța gravitațională a planetelor gigant și trimisă în interiorul Sistemului Solar.

## Apariții

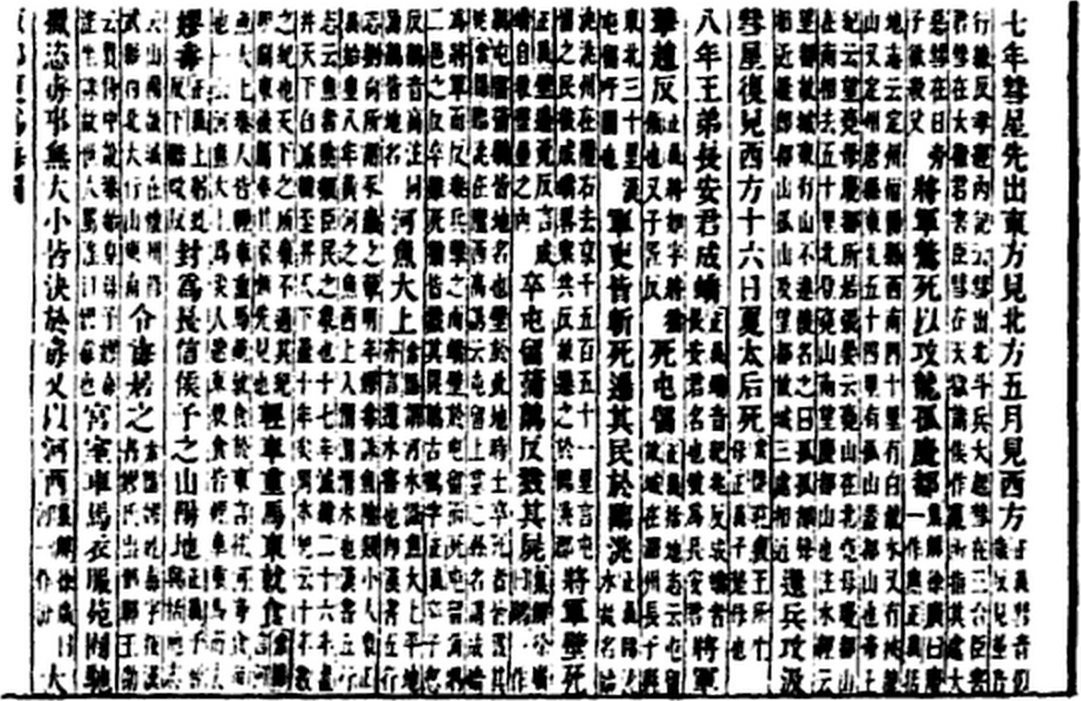
Menționare în Shiji (240 î.Hr.)

- 611 î.Hr.: menționare în China (Analele Primăverilor și Toamnelor).[5]
- prin 535 î.Hr.: ?
- 467 î.Hr.: menționare în China.[6]
- prin 391 î.Hr.: ?
- prin 315 î.Hr.: ?
- 240 î.Hr.: menționare în China.[7]
- 164 î.Hr: observare de către astrologii babilonieni [8] și în China.[6]
- 87 î.Hr.: menționare în arhivele chineze[6] și pe tăblițe babiloniene.
- 12 î.Hr.: observare în China.[6]
- 66: menționare în China[9]. Menționare la Roma sub Nero.[10]
- 141: menționare în China.[9]
- 218: menționare în China.[9]
- 295: menționare în China.[7]
- 374: menționare în China.[7]
- 451: trecerea a fost marcată de contemporani întrucât corespunde înfrângerii hunilor conduși de Attila. Menționare în China.[11]
- 530: menționare în China.[12]
- 607: menționare în China.[13].
- 684: menționare în Cronica de la Nürnberg; această cronică este datată totuși  din secolul al XV-lea. Menționare în China.[14]
- 760: menționare în China.[14]
- 837: trecerea cea mai spectaculoasă a cometei din timpurile istorice (la circa 3.000.000 de kilometri de Pământ). Menționare în texte chineze[14]  și japoneze. În Franța, Astronomul, autor al unei cronici privitoare la viața lui Ludovic cel Pios, indică această trecere și precizează că la trecerea cometei, regele și curtea sa  au ajunat (au ținut post negru).  Se pare că această trecere să fi stimulat lumea chineză la căutarea altor „stele invitate”. Descoperirea celor două „stele invitate din 837” este fructul acestor cercetări. Este vorba de una dintre rarele ocurențe în care mai mult de o „stea invitată” a fost descoperită într-un an (cu cele patru „stele invitate din 1592”).
- 912: menționare în China[15], în Coreea, în Japonia și în Europa.
- 989: menționare în China[16], în Coreea, în Japonia și în Europa.

### Anul 1066

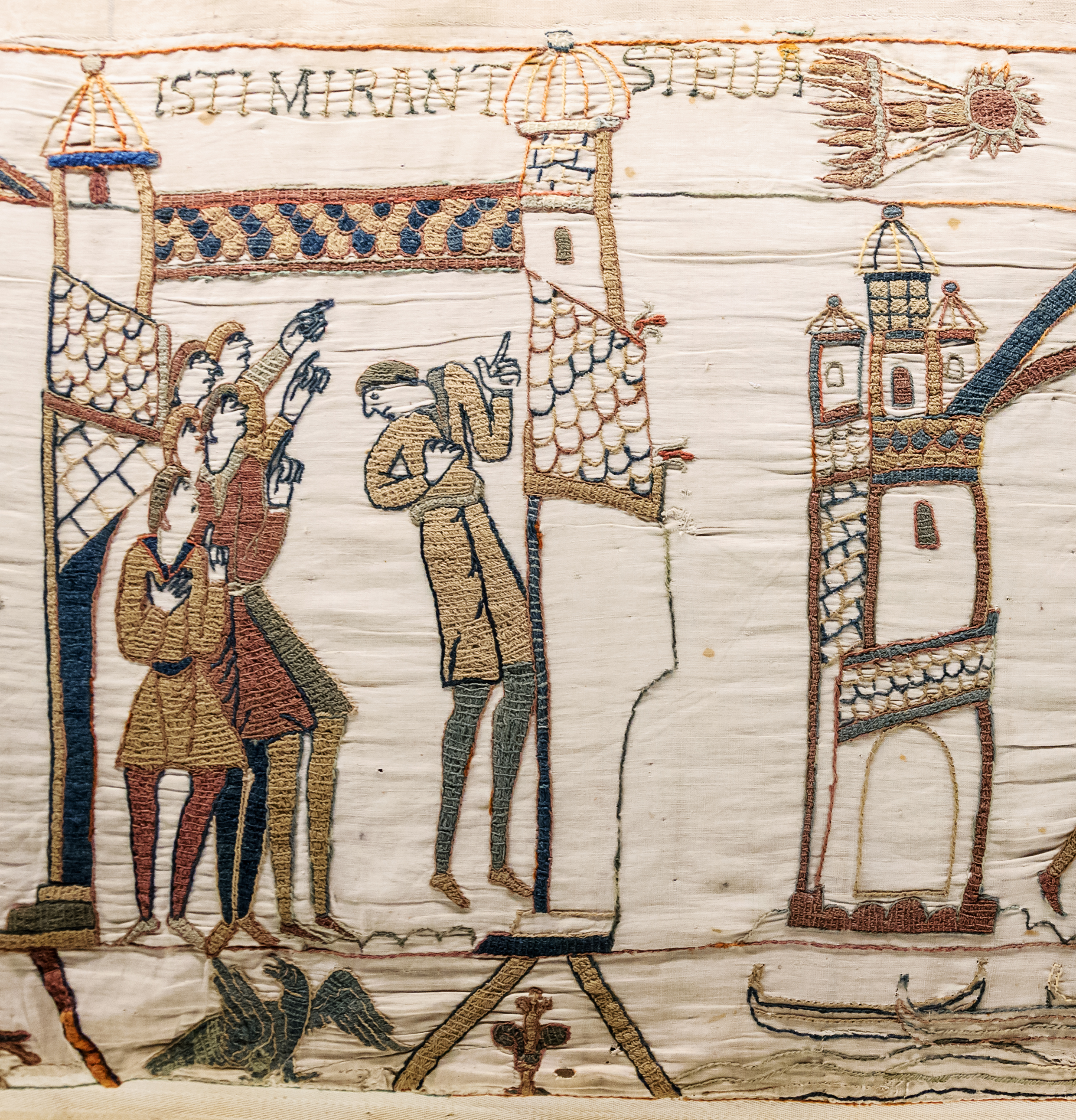
Cometa Halley în 1066, reprezentată pe
Tapiseria de la Bayeux

Cometa Halley, care și-a făcut apariția, pe cerul Angliei, în 1066, este înfățișată pe cel de-al 32-lea tablou al Tapiseriei de la Bayeux, fiind privită, se pare, de regele Harold al II-lea și de suita sa, înainte de Bătălia de la Hastings.
Pe tapiserie se poate citi textul în latină: ISTI MIRANT[ur] STELLA[m], care semnifică: „Aceștia (adică oamenii) privesc cu surprindere steaua”.

### Anul 1835
În 1909, Mark Twain (n. 1835 - d. 1910) este citat ca spunând:
„Am sosit cu Cometa Halley în 1835. Va apărea din nou la anul, și mă aștept să mă duc cu ea. Ar fi cea mai mare dezamăgire a vieții mele dacă nu mă duc cu cometa lui Halley. Atotputernicul a spus, fără îndoială: «Aici sunt ciudații ăștia doi, fără rost; au sosit împreună, trebuie să plece împreună».”

### Anul 1910
Secretarul Casei Regale a României, Eugeniu Arthur Buhman, consemna următoarele despre atmosfera care domnea în București, în primăvara anului 1910, în perioada premergătoare apariției cometei:
„În Capitală se vorbește de câtva timp cu mare emoție de apariția la 5/10 mai a cometei Haley, care revine o dată la 76 de ani. Se spune că orbita Pământului va traversa coada cometei, care este compusă din gaze înăbușitoare. O anume categorie de bucureșteni, printre care am mulți prieteni, încearcă să mă convingă că nu trebuie lăsate nebăute șprițurile de prin bodegi «că dacă e vorba să murim de cometă, la ce să le mai lăsăm pe pământul uscat». Amicii mei Ghiță Ranetti de la Furnica, Iancu Brezeanu de la Teatrul Național și sculptorul Spathe m-au asigurat că sunt ferm deciși a executa cu sfințenie programul de mai sus!”

## Ploi de meteori
Cometa Halley este sursa a două ploi de meteori, datorită faptului că orbita sa se apropie de a Pământului în două locuri:
- η-Aquaridele, la începutul lunii mai
- Orionidele, la sfârșitul lunii octombrie